# Piedra del Toro
Piedra del Toro est une localité uruguayenne située dans le département de Canelones et rattachée à la municipalité de Empalme Olmos.

## Localisation
Piedra del Toro se trouve au sud du département de Canelones et de la localité de Empalme Olmos, au kilomètre 40 de la route 8, à proximité de la jonction de cette dernière avec la route 34.

## Population
| Année | Population |
| ----- | ---------- |
| 1963  | 125        |
| 1975  | 324        |
| 1985  | 337        |
| 1996  | 381        |
| 2004  | 308        |
| 2011  | 332        |

,

## Source
- (es) Cet article est partiellement ou en totalité issu de l’article de Wikipédia en espagnol intitulé « Piedra del Toro » (voir la liste des auteurs).